# Rathaus Rodau (Zwingenberg)

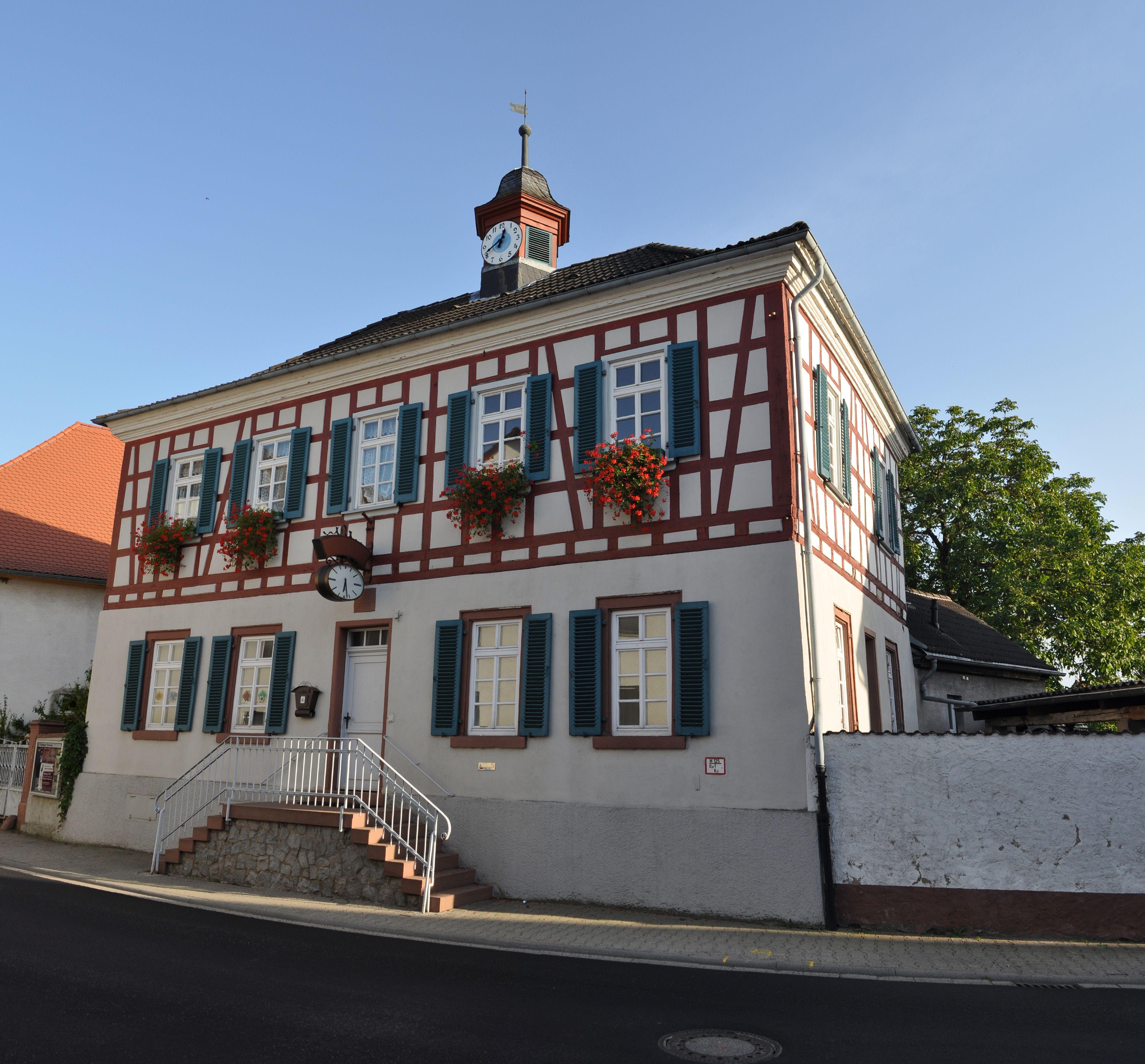
Rathaus in Rodau

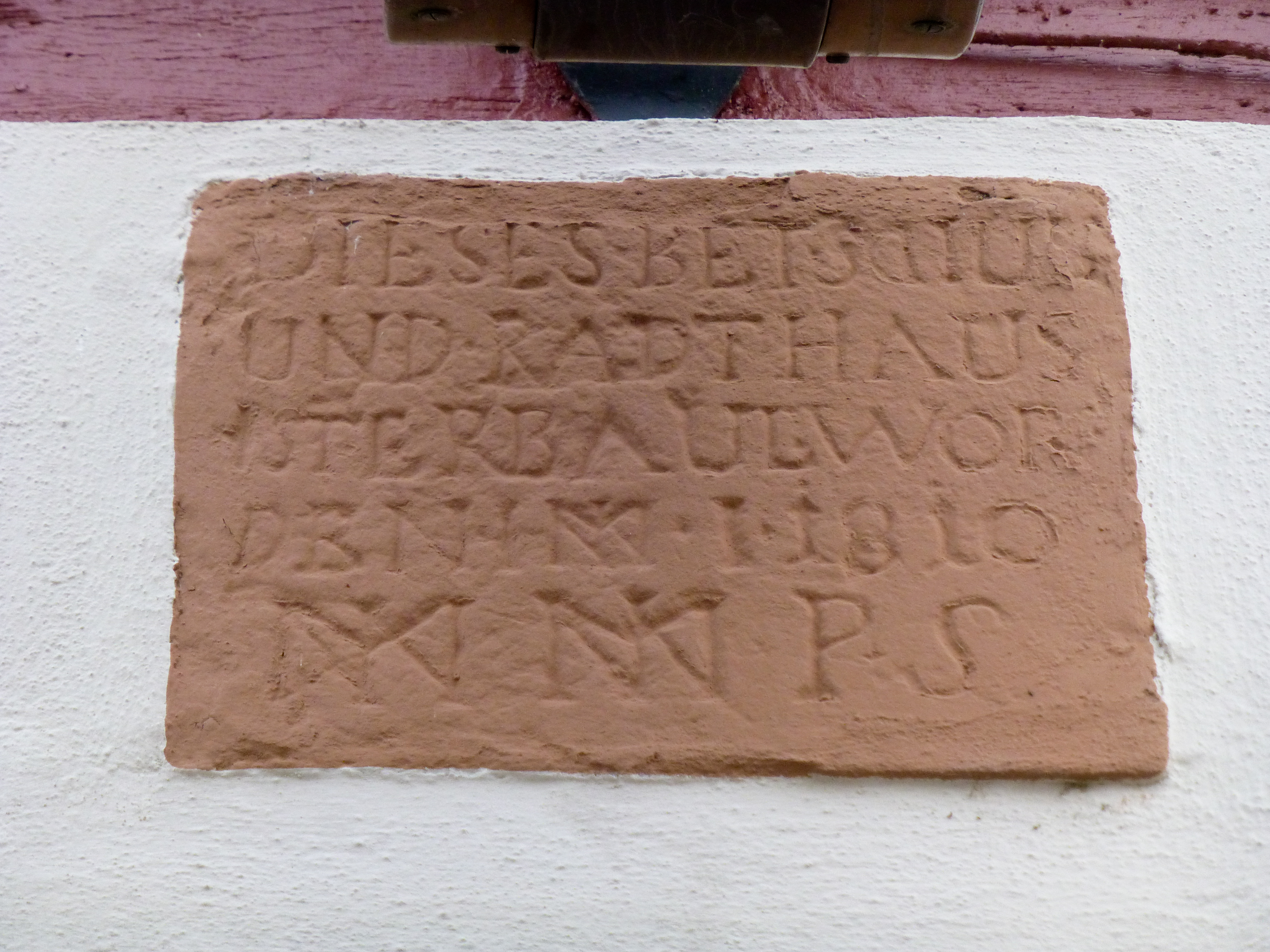
Bauinschrift

Das Rathaus in Rodau, einem Stadtteil von Zwingenberg an der Bergstraße im südhessischen Landkreis Bergstraße, wurde 1810 errichtet. Das ehemalige Rathaus, das zeitweise auch als Schulhaus genutzt wurde, an der Hauptstraße 6 ist ein geschütztes Kulturdenkmal.

## Beschreibung
Der zweigeschossige, regelmäßig gegliederte Fachwerkbau über hohem Sockel besitzt fünf zu zwei Fensterachsen. Das Erdgeschoss ist verputzt, das Obergeschoss hat ein Fachwerkgefüge ohne Schmuck. 
Das mehrfach profilierte Traufgesims tritt hervor, im Walmdach sind kleine Satteldachgauben vorhanden. Das Gebäude wird von einem oktogonalen, verschieferten Glockentürmchen mit geschweifter Haube mit hohem Dachknauf und Wetterfahne bekrönt. Der Dachreiter besitzt an der Straßenseite eine Uhr. 
Über eine zweiläufige Treppe erreicht man den zentral in der Straßenfront liegenden Eingang. Darüber ist ein Inschriftstein, der von einer modernen Uhr verdeckt wird, angebracht. Die Inschrift lautet: „Dieses Betschul- und Radthaus ist erbaut worden im I. 1810 MW P.S.“ Alle Fenster sind mit schlichten Holzrahmungen und hölzernen Läden versehen.
Das Gebäude diente bis 1957 als Rathaus.